# カルアミルク (岡村靖幸の曲)
「カルアミルク」は、岡村靖幸の14枚目のシングル。
1990年12月1日にEPIC・ソニーより発売された。

## 概要
前作「あの娘ぼくがロングシュート決めたらどんな顔するだろう」から2か月後に発売された。アルバム『家庭教師』からのリカットシングル。カップリングには、正式にリリースされた作品としては初のカラオケ音源が収録されている。

## 収録曲
（全曲作詞・作曲・編曲：岡村靖幸）
1. カルアミルク
  - 発売から21年後となる2011年に映画『モテキ』の劇中曲として使用された。
  - 歌詞の中には「ファミコン」、「ディスコ」、「レンタルのビデオ」と発表当時の時代を感じさせる単語が入っている。
2. カルアミルク (君も歌ってみよう編)
  - いわゆるオリジナルカラオケバージョンであり、アルバム未収録。

## 収録アルバム
| 曲名                              | 収録アルバム         | 備考                                                                                  |
| --------------------------------- | -------------------- | ------------------------------------------------------------------------------------- |
| カルアミルク                      | 『家庭教師』         |                                                                                       |
| カルアミルク                      | 『OH! ベスト』       |                                                                                       |
| カルアミルク                      | 『岡村ちゃん大百科』 | オリジナルバージョン、シングル『パラシュート★ガール』収録のライブバージョン、共に収録 |
| カルアミルク                      | 『エチケット』       | リアレンジバージョン（ピンクジャケット）                                              |
| カルアミルク (君も歌ってみよう編) | （アルバム未収録）   |                                                                                       |